# I. Magnin
I. Magnin & Company was een luxe warenhuis gevestigd in San Francisco, Californië, dat zich specialiseerde in haute couture en speciale goederen. In de loop van zijn bestaan breidde het zich uit naar het westen, naar Zuid-Californië en de aangrenzende staten Arizona, Oregon en Washington . In de jaren zeventig, onder leiding van Federated Department Stores, betrad de keten de grootstedelijke gebieden van Chicago en Washington D.C. Mary Ann Magnin richtte het bedrijf in 1876 op en noemde de keten naar haar man Isaac.

## Geschiedenis

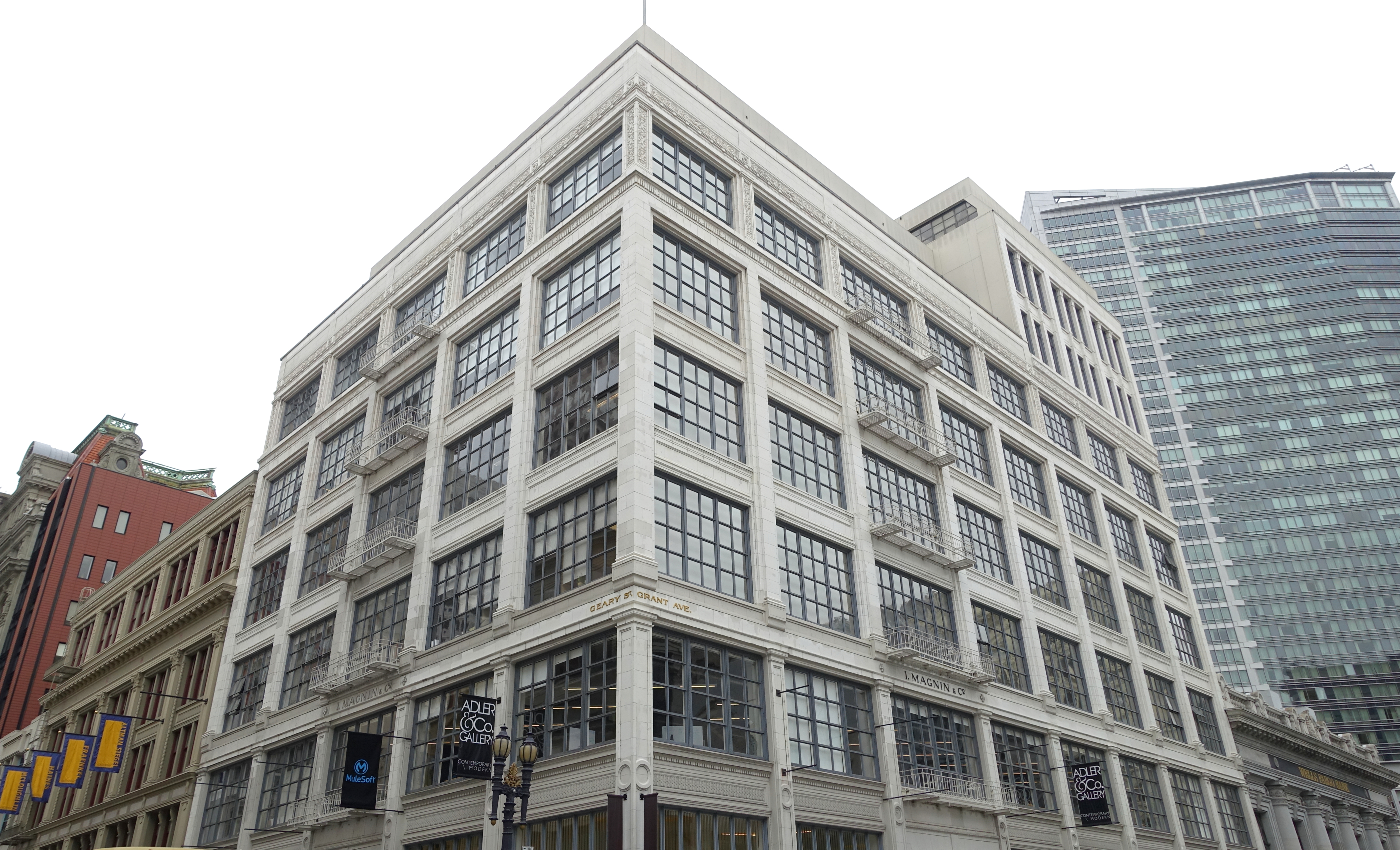
Winkel in San Francisco op Grant Avenue 50, 1912 tot 1948

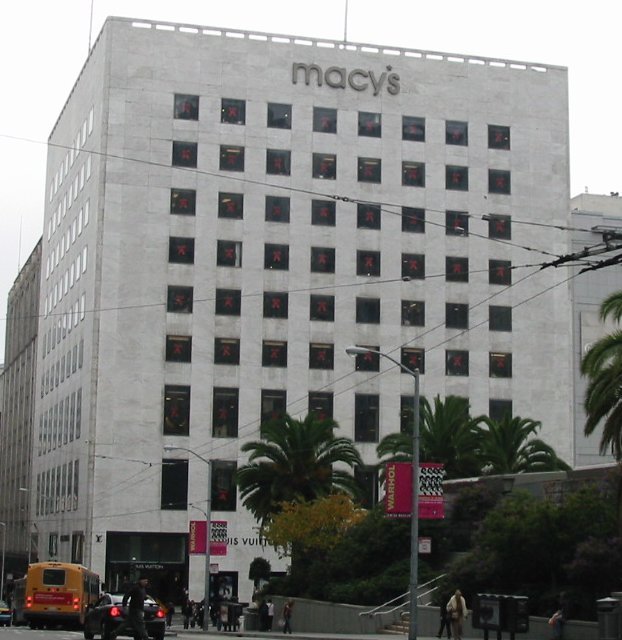
Winkel in San Francisco op Union Square, 1948 tot 1994

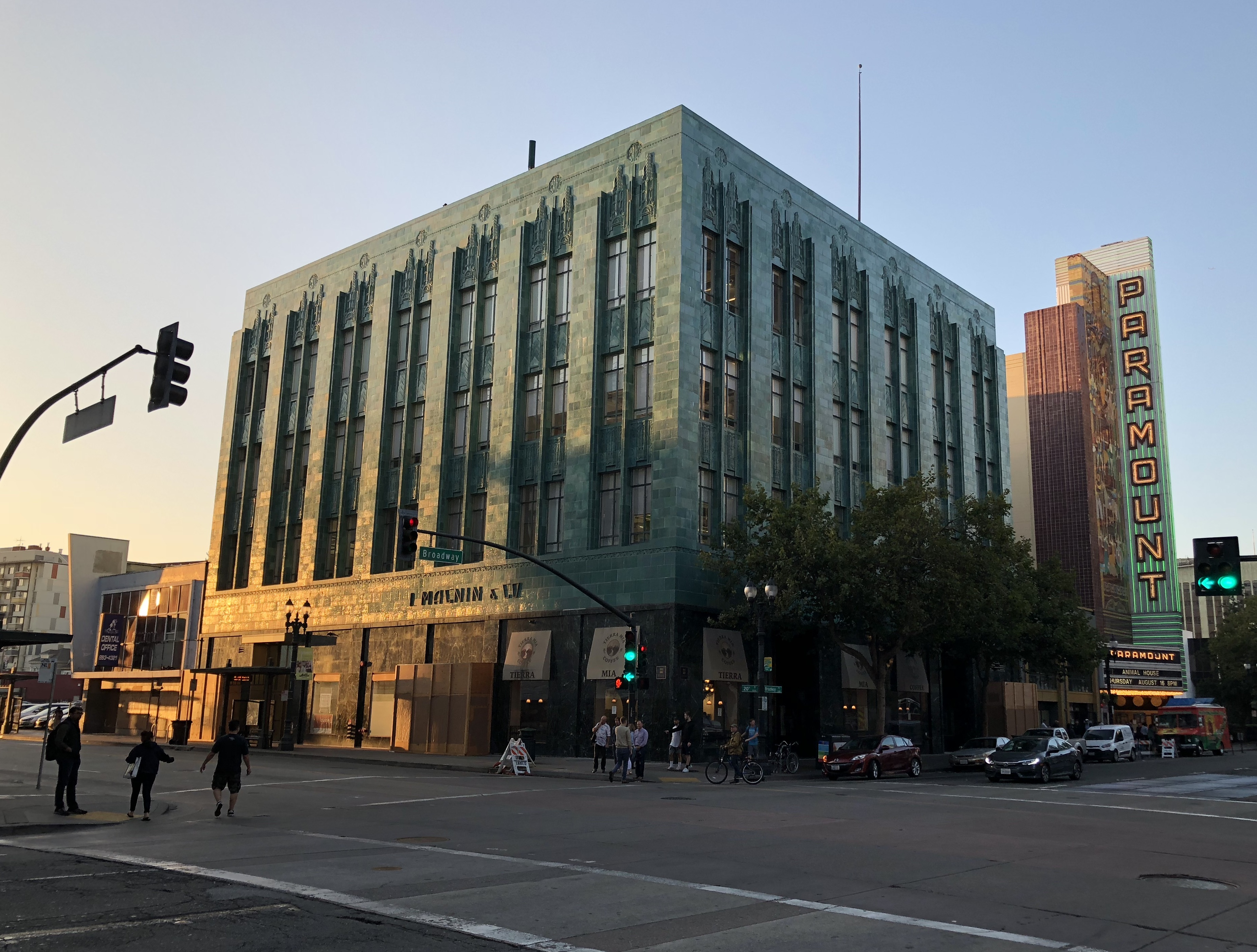
Voormalige I. Magnin-winkel in Oakland, Californië

Begin jaren 1870 verlieten de in Nederland geboren Mary Ann Magnin en haar man Isaac Magnin Engeland en vestigden zich in San Francisco. In 1876 opende Mary Ann een winkel waar ze lotions en luxe kleding voor baby's verkocht. Later breidde ze haar assortiment uit met bruidsmode. Naarmate haar bedrijf groeide, vertrouwde haar exclusieve klantenkring op haar voor de nieuwste mode uit Parijs. I. Magnin importeerde kleding van grote ontwerpers, waaronder Jeanne Lanvin, Hattie Carnegie en Christian Dior.
Rond de eeuwwisseling kwamen de vier zonen van Mary Ann in de zaak. Terwijl John Magnin, Grover Magnin en Sam Magnin geassocieerd werden met de winkel van I. Magnin, werd de vierde zoon, Joseph Magnin, bekend om zijn eigen winkel, Joseph Magnin Co.
De aardbeving en brand van 1906 verwoestten de winkel in San Francisco en de rest van het stadscentrum. De winkel werd in 1912 heropend in een nieuw pand op Grant Avenue 50 bij Geary Boulevard. In de jaren 1910 opende de keten vestigingen in zes luxe hotels in Californië. Het in 1939 geopende filiaal aan Wilshire Boulevard in Los Angeles en het in 1948 geopende filiaal op Union Square behoorden tot de elegantste in de Verenigde Staten. Toen de modeontwerper Christian Dior op bezoek kwam, bezocht hij de winkel op Union Square en noemde het het "White Marble Palace". 

#### Los Angeles
Dochter Flora trouwde met Myer Siegel, die in Los Angeles een gelijknamig warenhuis opende, dat later een keten zou worden. In 1897 en 1898 werd in advertenties voor I. Magnin & Co. op South Spring Street 237 vermeld dat de heer Myer Siegel de manager was. Deze winkel van I. Magnin verhuisde op 2 januari 1899 naar South Broadway 251. Op 19 juni 1904 kondigde I. Magnin aan dat de winkel in Los Angeles voortaan bekend zou staan als "Myer Siegel". I. Magnin zou later terugkeren met een eigen winkel in de omgeving van Los Angeles toen het boetieks opende in het Maryland Hotel in Pasadena en het Ambassador Hotel in Mid-Wilshire, Los Angeles, een vestiging op Hollywood Boulevard 6340, en in 1939 een markante winkel op Wilshire Boulevard 3240 nabij Bullocks Wilshire, ontworpen door Myron Hunt, architect van het Ambassador Hotel.

### Verkoop aan Bullock's
In 1944 werd de keten gekocht door de warenhuisketen Bullock's uit Los Angeles. Eind jaren 1950 breidde de gecombineerde keten zich uit naar de voorsteden van Zuid-Californië door in 1958 het Fashion Square-concept te openen in Santa Ana, in 1962 in San Fernando Valley (in Sherman Oaks) en in 1965 in Del Amo (Torrance).
In 1964 was er een grote machtsstrijd tussen Bullocks en I. Magnin zouden worden samengevoegd met Federated Department Stores. Bullock's, I. Magnin en uiteindelijk Bullocks Wilshire werden als aparte divisies binnen Federated Department Stores. I. Magnin breidde in de jaren 1970 uit naar de gebieden Chicago en Washington, D.C.

### Verkoop aan Macy's
R.H. Macy & Company wilde in de jaren 1980 al de markt in Zuid-Californië te betreden. Naast het opzetten van hun eigen winkels, probeerden ze ook Federated Department Stores te kopen. Uiteindelijk verloren ze in 1988 een overnameoorlog tegen Campeau Corporation. Als onderdeel van de overeenkomst met Campeau kocht Macy's Bullock's, Bullock's Wilshire en I. Magnin, waarna een reorganisatie van de divisies begon en de I. Magnin en Bullock's Wilshire winkels werden samengevoegd tot een semi-autonome divisie onder Macy's California. De zeven Bullock's Wilshire-winkels werden in 1989 omgedoopt tot I. Magnin.
In 1991 maakte Macy's plannen bekend om de divisiestructuur te herstructureren en in februari 1992 een nieuwe divisie Macy's West/Bullock's op te richten. Terwijl het bedrijf hiermee bezig was, werd op 27 januari 1992 het faillissement aangevraagd. Gedurende de daaropvolgende twee jaar sloot de I. Magnin-groep 11 winkels van een reeds afgeslankte divisie. De historische vlaggenschipwinkel Bullock's Wilshire op Wilshire Boulevard sloot begin 1993 de deuren na jaren van verliezen, die nog verergerd werden door de gevolgen van de Rodney King-rellen in 1992. De winkel in Oakland, Californië, werd in 1995 gesloten.

### Liquidatie
In 1994 bereikte Federated Department Stores een overeenkomst met de schuldeisers van R.H. Macy's om het bedrijf uit het faillissement te kopen. De overname werd op 19 december afgerond en Macy's West/Bullock's werd een divisie van Federated Department Stores. Nog voordat de overname werd afgerond, trok het bedrijf de stekker uit de rest van de I. Magnin-keten en verkocht uiteindelijk vier winkels (Carmel, Beverly Hills, San Diego en Phoenix) aan Saks Fifth Avenue. Uiteindelijk werden zes voormalige I. Magnin-locaties in Palo Alto, Walnut Creek, Woodland Hills, Palm Desert, Newport Beach en Palos Verdes omgebouwd tot gespecialiseerde vestigingen van Macy's of Bullock's. Daarmee werd het succes van de ombouw van I. Magnin in 1991 in het South Coast Plaza in Costa Mesa, Californië, tot een aparte vestiging van Bullock's Men's herhaald. De bovenste verdiepingen van de voormalige I. Magnin-winkel op Union Square werden later omgebouwd tot een uitbreiding van Macy's Union Square, het aangrenzende vlaggenschipwarenhuis van Macy's West.

## Winkellocaties
| Stad                                                      | Locatie                                                   | Geopend                                                   | Gesloten                                                  | Na sluiting                                               | Bijzonderheden                                              |
| San Francisco solitaire warenhuizen en vlaggenschipwinkel | San Francisco solitaire warenhuizen en vlaggenschipwinkel | San Francisco solitaire warenhuizen en vlaggenschipwinkel | San Francisco solitaire warenhuizen en vlaggenschipwinkel | San Francisco solitaire warenhuizen en vlaggenschipwinkel | San Francisco solitaire warenhuizen en vlaggenschipwinkel   |
| --------------------------------------------------------- | --------------------------------------------------------- | --------------------------------------------------------- | --------------------------------------------------------- | --------------------------------------------------------- | ----------------------------------------------------------- |
| San Francisco                                             | Third Street 144                                          |                                                           |                                                           |                                                           |                                                             |
| San Francisco                                             | Market Street, tegenover Fourth Street 848                | 1887                                                      |                                                           |                                                           |                                                             |
| San Francisco                                             | Market Street, tegenover Fourth Street 840                | oktober 1894                                              |                                                           |                                                           |                                                             |
| San Francisco                                             | Baldwin Block, Market 918-920-922                         | 11 maart 1901                                             |                                                           |                                                           |                                                             |
| San Francisco                                             | Van Ness at Bush                                          | 1906                                                      |                                                           |                                                           |                                                             |
| San Francisco                                             | Post at Stockton                                          |                                                           |                                                           |                                                           |                                                             |
| San Francisco                                             | Geary Street 50                                           | 1912                                                      |                                                           |                                                           |                                                             |
| San Francisco                                             | Stockton Street 135                                       | 1948                                                      |                                                           | Macy's Union Square (1995-2018)                           |                                                             |
| Boetieks in hotels                                        |                                                           |                                                           |                                                           |                                                           |                                                             |
| Santa Barbara                                             | Potter Hotel                                              | 6 januari 1912                                            |                                                           |                                                           | Hotel afgebrand in 1921                                     |
| Pasadena                                                  | Hotel Maryland                                            | 1913                                                      |                                                           |                                                           |                                                             |
| Monterey                                                  | Hotel Del Monte                                           | 1914                                                      |                                                           |                                                           |                                                             |
| Coronado                                                  | Hotel Del Coronado                                        | 1914                                                      |                                                           |                                                           |                                                             |
| Wilshire Center                                           | Ambassador Hotel, Wilshire Boulevard 3400                 | 18 januari 1921                                           |                                                           |                                                           |                                                             |
| Downtown Los Angeles                                      | Biltmore Hotel                                            | 1927                                                      |                                                           |                                                           |                                                             |
| Santa Barbara                                             | Biltmore at Montecito                                     | 1927                                                      |                                                           |                                                           |                                                             |
| Palm Springs                                              | El Mirador Hotel                                          | 1932                                                      |                                                           |                                                           |                                                             |
| Pasadena                                                  | Huntington Hotel                                          |                                                           |                                                           |                                                           |                                                             |
| Arrowhead Springs                                         | Arrowhead Springs Hotel                                   | 1953                                                      |                                                           |                                                           |                                                             |
| Sacramento                                                | Senator Hotel                                             | 1953                                                      |                                                           |                                                           |                                                             |
| Noord Californië                                          |                                                           |                                                           |                                                           |                                                           |                                                             |
| Carmel                                                    | Carmel Plaza                                              | 1960                                                      |                                                           |                                                           |                                                             |
| Cupertino                                                 | Vallco Fashion Park                                       | 1976                                                      |                                                           |                                                           |                                                             |
| Fresno                                                    | Van Ness Avenue 1630-1632                                 |                                                           |                                                           |                                                           |                                                             |
| Oakland                                                   |                                                           |                                                           |                                                           |                                                           |                                                             |
| Palo Alto                                                 | Stanford Shopping Center                                  |                                                           |                                                           |                                                           |                                                             |
| Sacramento                                                | Downtown Plaza                                            | 1984                                                      | 1992                                                      |                                                           | Oospronkelijk Liberty House, geopend in 1981.               |
| Santa Clara                                               | Valley Fair Mall                                          |                                                           |                                                           |                                                           |                                                             |
| San Mateo                                                 |                                                           |                                                           |                                                           |                                                           | Verbouwd tot ooutletwinkel                                  |
| Walnut Creek                                              |                                                           |                                                           |                                                           |                                                           |                                                             |
| Zuid-Californië, geopend als I. Magnin                    |                                                           |                                                           |                                                           |                                                           |                                                             |
| Downtown Los Angeles                                      | 237 South Spring Street                                   |                                                           |                                                           |                                                           |                                                             |
| Downtown Los Angeles                                      | 237 South Broadway                                        |                                                           |                                                           | Myer Siegel                                               |                                                             |
| Hollywood                                                 | 6340 Hollywood Boulevard                                  |                                                           |                                                           |                                                           |                                                             |
| Pasadena (1st full store)                                 | 550 East Colorado Boulevard                               |                                                           |                                                           |                                                           |                                                             |
| Beverly Hills (1st store)                                 | Wilshire at Bedford 9626                                  |                                                           |                                                           |                                                           |                                                             |
| Wilshire Center (full store)                              | Wilshire Boulevard 3420                                   |                                                           |                                                           |                                                           |                                                             |
| Beverly Hills (2nd store)                                 | Wilshire Boulevard 9634                                   |                                                           |                                                           | Saks Fifth Avenue Men's Store                             |                                                             |
| Santa Barbara (full store)                                | State Street 1415                                         |                                                           |                                                           |                                                           | Architect Timothy L. Pflueger                               |
| Pasadena (2nd full store)                                 | S. Lake Avenue 475                                        |                                                           |                                                           |                                                           |                                                             |
| San Diego - La Jolla                                      | Girard Avenue 7661                                        |                                                           |                                                           |                                                           |                                                             |
| San Diego–Fashion Valley                                  | Fashion Valley                                            |                                                           |                                                           |                                                           |                                                             |
| Santa Ana                                                 | Santa Ana Fashion Square                                  |                                                           |                                                           |                                                           |                                                             |
| Sherman Oaks                                              | Sherman Oaks Fashion Square                               |                                                           |                                                           |                                                           |                                                             |
| Torrance                                                  | Del Amo Fashion Square                                    |                                                           |                                                           |                                                           |                                                             |
| Zuid-Californië, geopend als Bullocks Wilshire            |                                                           |                                                           |                                                           |                                                           |                                                             |
| Wilshire Center                                           | Wilshire Boulevard 3050                                   |                                                           |                                                           |                                                           | An architectural and retail landmark. See Bullocks Wilshire |
| Palm Springs                                              | Palm Canyon Drive 151                                     |                                                           |                                                           |                                                           |                                                             |
| Palm Desert                                               | Palm Desert Town Center                                   |                                                           |                                                           |                                                           | Oorspronkelijk Bonwit Teller                                |
| Woodland Hills                                            | Woodland Hills Promenade                                  |                                                           |                                                           |                                                           |                                                             |
| Newport Beach                                             | Fashion Island                                            |                                                           |                                                           | Later een locatie van Nordstrom                           |                                                             |
| La Jolla                                                  | La Jolla Village Square                                   |                                                           |                                                           | Saks Fifth Avenue                                         |                                                             |
| Regio Chicago                                             |                                                           |                                                           |                                                           |                                                           |                                                             |
| Chicago                                                   | North Michigan Avenue830, Magnificent Mile                |                                                           |                                                           |                                                           | Oorspronkelijk Bonwit Teller                                |
| Northbrook                                                | Northbrook Court                                          |                                                           |                                                           |                                                           |                                                             |
| Oak Brook                                                 | Oakbrook Center                                           |                                                           |                                                           |                                                           |                                                             |
| Andere staten                                             |                                                           |                                                           |                                                           |                                                           |                                                             |
| Phoenix                                                   | Biltmore Fashion Park                                     |                                                           |                                                           | Saks Fifth Avenue                                         |                                                             |
| North Bethesda, Md. (Washington, D.C. area)               | White Flint Mall                                          |                                                           |                                                           |                                                           |                                                             |
| Portland, Oregon                                          | South West Street 930 (hoek Salmon Street)                |                                                           |                                                           |                                                           |                                                             |
| Seattle                                                   | Pine Street 601 (na 1953)                                 |                                                           |                                                           |                                                           |                                                             |